# Dagblad van het Noorden
Dagblad van het Noorden is een dagblad dat verschijnt in de provincies Groningen en Drenthe en op het Friese Schiermonnikoog.
De hoofdredactie van de krant zetelt in de stad Leeuwarden, de uitgever is Mediahuis Nederland, die tevens de Leeuwarder Courant en sinds 2013 het Friesch Dagblad uitgeeft.

## Samenvoeging

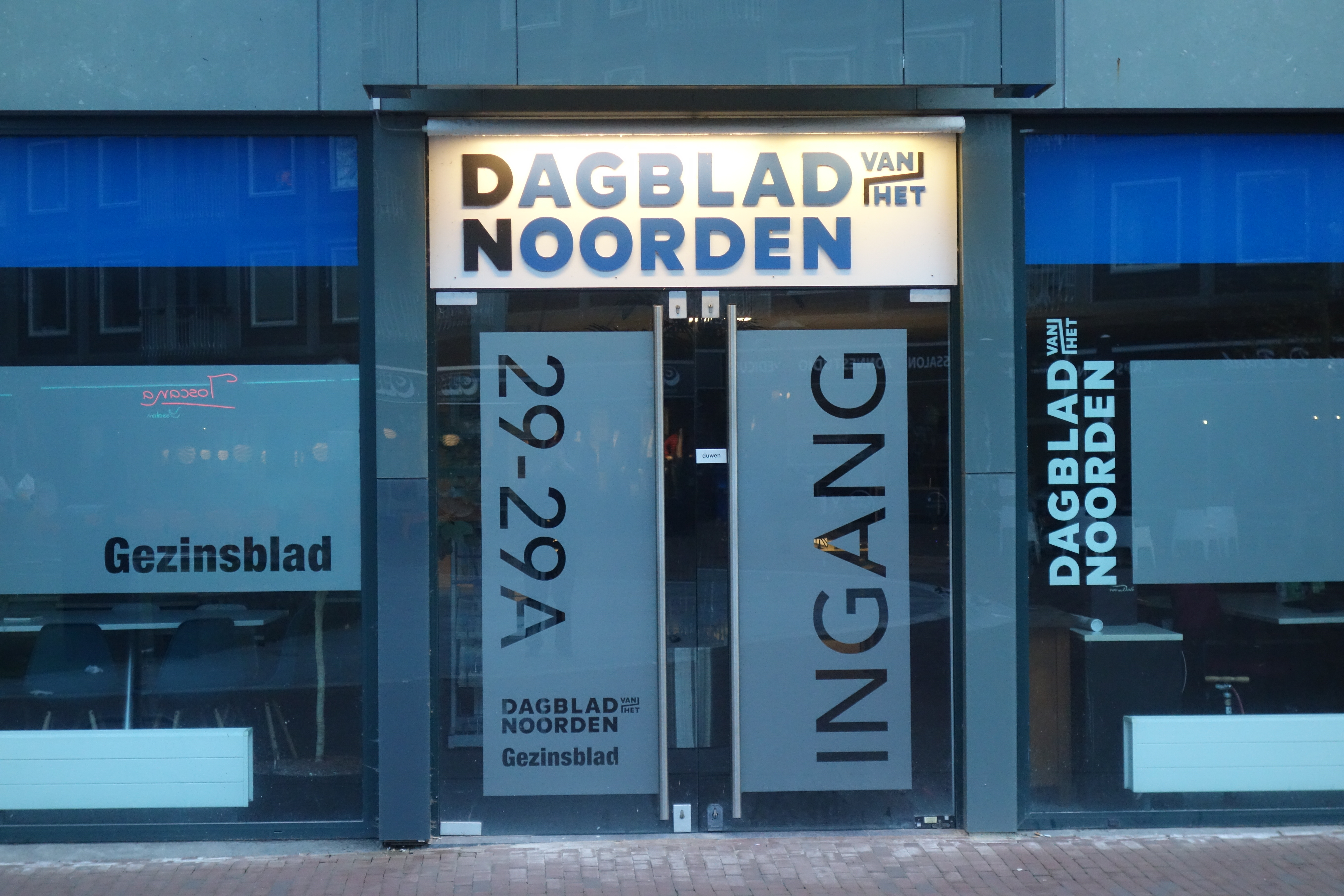
Voormalig Redactieadres in Assen

Op 9 maart 2001 maakte uitgeverij Hazewinkel Pers bekend dat het Nieuwsblad van het Noorden, het Groninger Dagblad en de Drentse Courant zouden worden samengevoegd tot één ochtendblad. De reorganisatie zou ruim 80 arbeidsplaatsen kosten, waarvan 60 op de redacties. De samenvoeging was mede een gevolg van de snel dalende oplage van Nieuwsblad van het Noorden. In vier jaar tijd was deze met tien procent teruggelopen. Na veel discussie werd Dagblad van het Noorden de nieuwe naam voor de samenvoeging van de drie kranten.
Op 2 april 2002 verscheen de nieuwe krant voor het eerst in de vorm van een ochtendkrant, dit was voor de lezers van het voormalige Nieuwsblad van het Noorden een noviteit.

## Drukkerij
Op 23 januari 2010 werd de laatste Dagblad van het Noorden gedrukt in Groningen. Sinds 25 januari 2010 wordt de krant gedrukt op de nieuwe pers in Leeuwarden.

## Tabloid
Sinds 1 april 2010 wordt de krant op werkdagen op tabloidformaat gedrukt. Daarnaast is ook het lettertype veranderd van Swift (schreef) naar speciaal voor Dagblad van het Noorden door Jelmar Geertsma ontwikkelde Chaton (schreef) voor tekst en van Argo (schreefloos) naar Avenir (schreefloos) voor koppen. Sinds april 2013 verschijnt ook de zaterdagkrant op tabloidformaat.

## Regionale edities
Het Dagblad van het Noorden verschijnt op werkdagen in twee of drie edities, in de weekenden vier. Het dagelijkse regiokatern en het maandagse sportkatern verschillen hierbij van de overige pagina's van de krant:
- Editie Groningen Noord
- Editie Groningen Oost
- Editie Drenthe Zuid
- Editie Drenthe West

## Oplage
De oplage van de krant is net als bij de meeste kranten gedaald in de afgelopen decennia. Tussen 2002 en 2015 verloor de krant 47% van zijn abonnees, oftewel bijna 3,5% per jaar. Ten opzichte van het peiljaar 1996, toen er nog drie kranten waren, daalde de oplage zelfs met 60%.
| Oplage van de krant tussen 1996 en 2016                                                                          |
| --- |
| |
| ■ Dagblad van het Noorden ■ Gezamenlijke oplage Nieuwsblad van het Noorden, Groninger Dagblad en Drentse Courant |

## Samenwerking met Leeuwarder Courant
Het Dagblad van het Noorden en de Leeuwarder Courant werken al sinds 2007 samen. De twee redacties voor de hoofdkaternen zijn samengevoegd, de artikelen over binnenland, buitenland, media en economie zijn in beide kranten te vinden. De regionale artikelen zijn in beide kranten wel van een eigen redactie afkomstig.